# Istocheta graciliseta
Istocheta graciliseta là một loài ruồi trong họ Tachinidae.